# 灰窜鸟
，是雀形目窜鸟科的一种鸟类，属于单型的灰窜鸟属（学名：Myornis）。

## 特征
灰窜鸟体重约21.2克，翼长约56.9毫米，喙宽度约3.5毫米，喙厚度约4.4毫米，嘴峰长约16.6毫米，跗蹠长约21.7毫米，尾长约62.7毫米。
灰窜鸟是留鸟，栖息在森林，它们是食肉动物，主要以昆虫、蜘蛛等陆生无脊椎动物为食。它们分布在哥伦比亚、厄瓜多尔和秘鲁北部的安第斯山脉。